# Oesterweg
Oesterwegⓘ ist ein Stadtteil im Osten von Versmold im Nordwesten des Kreises Gütersloh, Nordrhein-Westfalen und liegt im Städtedreieck Bielefeld – Münster – Osnabrück.

## Geschichte
Oesterweg ist eine der ältesten Siedlungen in hiesigen Raum, der Ort wird 1180 als Hostrowiden erstmals urkundlich erwähnt und bis ins 19. Jahrhundert Osterwede genannt. Bis zur Franzosenzeit war Oesterweg eine Bauerschaft im Amt Ravensberg der Grafschaft Ravensberg. Von 1807 bis 1810 gehörte Oesterweg zum Kanton Versmold des Königreichs Westphalen und von 1811 bis 1813 zum Kanton Versmold im französischen Département der oberen Ems. 1816 kam die Gemeinde Oesterweg zum Kreis Halle, in dem sie zum Amt Versmold gehörte.
Oesterweg wurde am 1. Januar 1973 im Zuge des Bielefeld Gesetzes in die Stadt Versmold eingegliedert.

### Bürgermeister der ehemaligen Gemeinde
- 1969–1972 Fritz Holtkamp (CDU)[3]

### Einwohnerentwicklung
Nachfolgend dargestellt ist die Einwohnerentwicklung von Oesterweg in der Zeit als selbständige Gemeinde im Kreis Halle (Westf.). In der Tabelle werden auch die Einwohnerzahlen von 1970 (Volkszählungsergebnis) und 1972 sowie des Ortsteils Oesterweg (Angaben seit 2006) angegeben.

Bevölkerungsentwicklung in Oesterweg zwischen 1817 und 1965

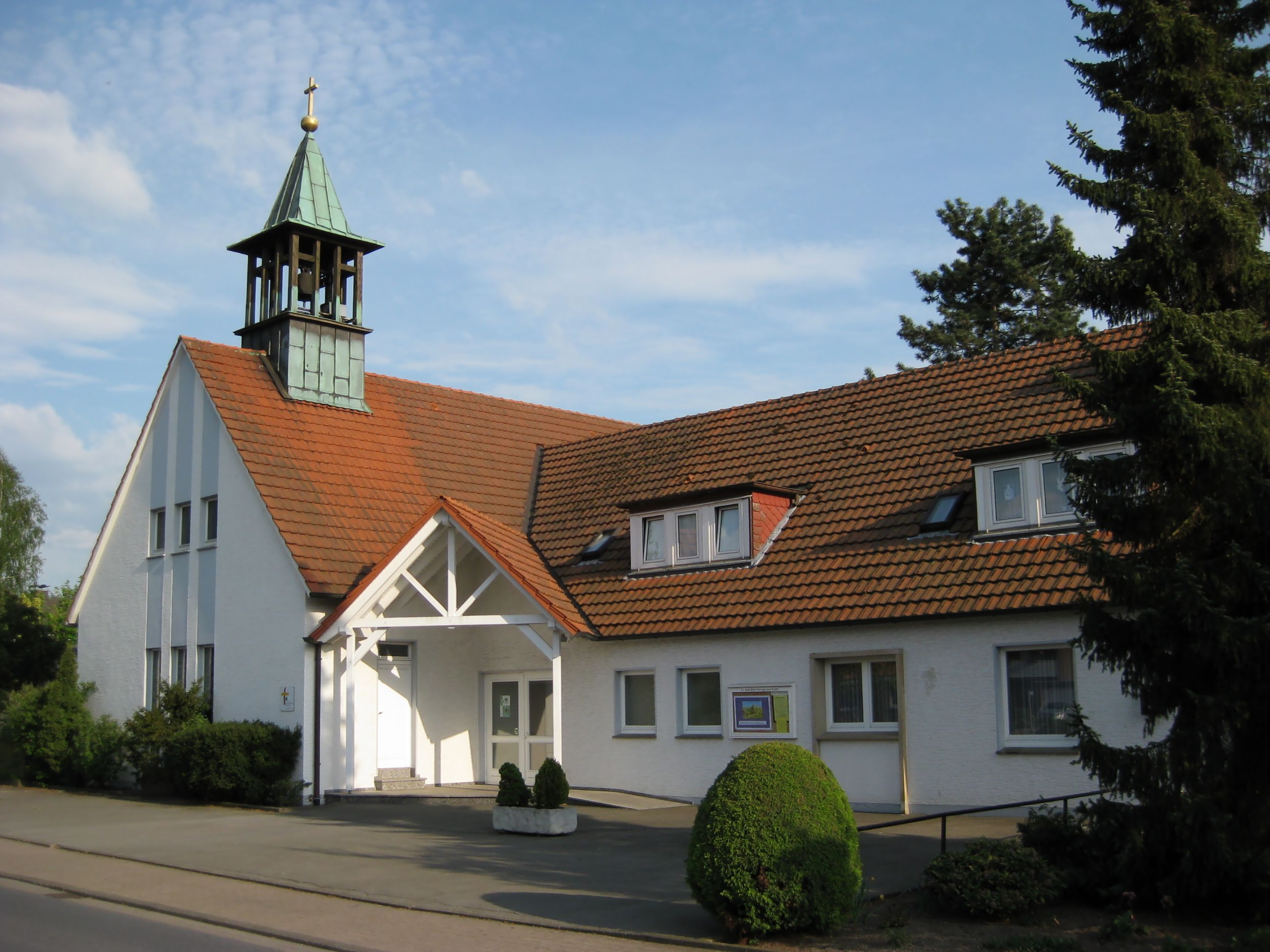
Ev. Kirche in Oesterweg

| Jahr | Einwohner |
| ---- | --------- |
| 1799 | 1161      |
| 1817 | 1166      |
| 1900 | 1232      |
| 1939 | 1164      |
| 1946 | 1689      |
| 1961 | 1532      |
| 1965 | 1612      |
| 1970 | 1739      |
| 1972 | 2036      |
| 2006 | 2198      |
| 2017 | 2284      |
| 2022 | 2345      |

## Sehenswürdigkeiten
- Antonius-Glocke. Eine 1519 von den umliegenden Bauern zum Schutz ihrer Felder gestiftete und auf einem Holzturm angebrachte Bittglocke. Sie wird bis heute von den sog. „Glockenbauern“ unterhalten.
 Die Glocke trägt die Inschrift „M CCCCC XIX St. Anna Antoni Georgi ora pro nobis“ („Im Jahre des Herrn 1519 um des Antoniusfeuers im Feldbau willen bitte für uns“)[7].
- Hardieks Mühle. Die alte Wassermühle ist ein Denkmal in Oesterweg.[8]